# 田野倉雅秋
田野倉雅秋（たのくら まさあき、1976年9月11日 - ）は、東京都生まれのヴァイオリニストである。

## 経歴

### 幼少時代
4歳からスズキ・メソードでヴァイオリンを始めた。品川区内の小中学校に進み、1988年、第42回全日本学生音楽コンクール東京大会小学生の部で奨励賞、1991年、第45回同コンクール東京大会中学生の部で第1位を受賞。また、同年、第5回ながのアスペン音楽祭に参加した。

### 高校時代
1992年、東京芸術大学付属音楽高校に入学し、アスペン音楽祭、第1回モスクワ・コンセルバトリア・マスターコース・イン・ジャパンに参加した。また、同年の第5回京都フランス音楽アカデミーでは、レジス・パスキエの指導を受けた。1994年、第4回ABC新人コンサート・オーディションに参加し、翌年ザ・シンフォニーホールに於けるABCフレッシュコンサートで外山雄三指揮大阪フィルハーモニー交響楽団と共演し、ヴュータンのヴァイオリン協奏曲第5番を演奏、テレビ放映された。

### 大学とアメリカ留学
1995年、東京芸術大学に入学し、第64回日本音楽コンクールで第2位を獲得した。1996年、ロン＝ティボー国際コンクールに参加し、パリでリサイタルも開いた。1997年、ジュリアード音楽院に留学し、ドロシー・ディレイ、チョーリャン・リン、川崎雅夫に師事した。また、同年、アスペン音楽祭に参加し、翌1998年、アスペン・コンチェルトコンクールに優勝しミュージックテントに於いてラン・シュイの指揮でバルトーク作曲ヴァイオリン協奏曲第2番を演奏した。その後、2000年度文化庁派遣芸術家在外研修員となり、2002年5月、ジュリアード音楽院から学士号を取得して同音楽院を卒業した。その間、2000年の第6回カール・ニールセン国際音楽コンクールで第1位を獲得し、2002年2月、開催地であるオーデンセ市でヤン・ワーグナー指揮オーデンセ交響楽団とコルンゴルトのヴァイオリン協奏曲のデンマーク初演を果たした。

## 近年の活動
2004年5月、広島交響楽団のコンサートマスターに就任するとともに、同年8月、国際音楽祭ヤング・プラハにソリストとして招かれ、チェコ国立劇場管弦楽団との共演でブラームスのヴァイオリン協奏曲をプラハのルドルフィヌム内にあるドヴォルザーク・ホールにて演奏した。また、2006年4月13日広島交響楽団第258回定期演奏会にて秋山和慶指揮でコルンゴルト作曲ヴァイオリン協奏曲のソリストを務めた。
客演コンサートマスターとしても日本フィルハーモニー交響楽団、神奈川フィルハーモニー管弦楽団、東京交響楽団、大阪フィルハーモニー交響楽団に出演し、室内楽では、アペルト弦楽四重奏団を結成し活動を行っている。2003年、フォーバルスカラシップ・ストラディヴァリウス・コンクール5位。
2012年4月、名古屋フィルハーモニー交響楽団コンサートマスターに就任、広島交響楽団と兼任する。同年7月6, 7日愛知県芸術劇場コンサートホールに於ける第393回定期演奏会にてマーティン・ブラビンス指揮でウォルトン作曲ヴァイオリン協奏曲のソリストを務めた。同年9月、さらに大阪フィルハーモニー交響楽団の特別客演コンサートマスターにも就任した。
2013年6月7日、広島交響楽団第330回定期演奏会にてアラン・ブリバエフ指揮でブラームス作曲ヴァイオリン協奏曲のソリストを務めた。
2014年3月、広島交響楽団を退団。同年4月、大阪フィルハーモニー交響楽団首席コンサートマスターに就任。
2017年7月22日、大阪フィルハーモニー会館に於いて大山平一郎指揮でモーツァルト作曲ヴァイオリン協奏曲第4番のソリストを務めた。
2018年6月15, 16日の大阪フィルハーモニー交響楽団第519回定期演奏会における「シェヘラザード」では、首席コンサートマスターとしてソロ・ヴァイオリンを担当した。
同年10月25, 26日の大阪フィルハーモニー交響楽団第522回定期演奏会における「フォーレ」のレクイエムでは、第2稿に基づくラター版が演奏され、ソロ・ヴァイオリンを担当した（ラター版ではヴァイオリンはソリストのみである）。
同年秋、大阪フィルハーモニー交響楽団のメンバーにより「Quartet 雅」が結成され、第1ヴァイオリンを担当することとなった。
2019年7月31日、大阪フィルハーモニー交響楽団及び名古屋フィルハーモニー交響楽団を退団。
2019年9月1日、日本フィルハーモニー交響楽団コンサートマスターに就任。同月6, 7日サントリーホールに於ける第713回東京定期演奏会にて同楽団正指揮者山田和樹の指揮で間宮芳生作曲ヴァイオリン協奏曲(1959年)のソリストを務めた。尚、当時90歳の作曲者はリハーサル、ゲネプロ、本番に立ち合い、本番演奏後には舞台に招かれ聴衆の喝采を浴びた。また初演時のソリスト松田洋子も来場した。
同年6月10日、日本フィル「とっておき アフタヌーン オンラインスペシャル」（無観客公演の有料ライブ配信）にてサントリーホールに於いて広上淳一指揮でエルガー作曲『愛のあいさつ』でヴァイオリン･ソロを担当。この公演は新型コロナウィルス対策の特別措置法による緊急事態宣言後、サントリーホールに於ける初の公演となり、ライブ視聴とアーカイブをあわせて合計2,000回以上の視聴数となり、短期間で大きな反響を得た。
同年10月2日、大阪フィルハーモニー交響楽団ブラームス・チクルス第2回公演においてゲスト・コンサートマスターを務めた。
2020年9月1日、兵庫芸術文化センター管弦楽団コンサートマスターに就任。日本フィルと兼任。
2021年2月20日、東京文化会館小ホールにてブラームス作曲ヴァイオリン・ソナタ全3曲を演奏。ピアノは渡邉康雄。
同年3月13日、ワキタ コルディアホール(旧イシハラホール)にてJ. S. バッハ作曲無伴奏ヴァイオリンのためのソナタとパルティータ全曲を演奏。
同年5月15日、 兵庫県立芸術文化センター小ホールに於ける《PAC STRINGS!》公演においてピアソラ作曲ブエノスアイレスの四季のソロを弾き振りで演奏。
同年6月21日、サントリーホールにて『琉球交響楽団創立20周年記念演奏会 初めての東京公演』にコンサートマスターとして客演する。
2022年5月、前年に開催されたブラームス作曲ヴァイオリン・ソナタ全曲演奏会のライブCDが有限会社ナミ・レコードより発売される。尚このCDは音楽現代誌では特選盤、レコード芸術誌では準特選盤として紹介される。
同年7月21日、神戸フロイデ合唱団2022サマーコンサートに於いて関西フィルハーモニー管弦楽団に初めてコンサートマスターとして客演し、神戸国際会館こくさいホールにてベートーヴェン作曲荘厳ミサ曲作品123を演奏する。
同年9月1日、日本フィルハーモニー交響楽団ソロ・コンサートマスターに就任。同月2, 3日サントリーホールに於ける同楽団第743回東京定期演奏会にて山田和樹の指揮で貴志康一作曲ヴァイオリン協奏曲(1935年)のソリストを務めた。また、公演後半のウォルトン作曲交響曲第1番変ロ短調ではコンサートマスターを務めた。尚、この公演はテレビマンユニオンによりインターネットライブ配信された。
同年12月23日、客演コンサートマスターとして韓国のアートセンター仁川に於いてKBS交響楽団年末演奏会、及び、翌24日ソウルの芸術の殿堂に於いて同楽団第785回定期演奏会にて音楽監督ピエタリ・インキネン指揮でベートーヴェン作曲交響曲 第9番 ニ短調 作品125『合唱』、シベリウス作曲交響詩『フィンランディア』作品26を演奏する。